# Bohtan-neuaramäische Sprache
Bohtan-Neuaramäisch ist eine moderne östliche neuaramäische Sprache. Sie wurde ursprünglich in der Ebene von Bohtan in der Provinz Şırnak in der Südost-Türkei gesprochen, heute jedoch vor allem in Südost-Georgien um das Dorf Gardabani nahe Rustavi herum.
Vor dem Ersten Weltkrieg gab es im Osmanischen Reich auf der Ebene von Bohtan um die Stadt Cizre herum etwa 30.000 Sprecher des Bohtan-Neuaramäischen. Sie waren zumeist assyrische Christen, ihre Sprache ein nördlicher Dialekt des Chaldäisch-Neuaramäischen. Mit dem Völkermord an den syrischen Christen in der östlichen Türkei wurden viele Sprecher getötet oder vertrieben; die überlebenden siedelten sich im 530 km entfernten Garbadani an. Ihre Nachkommen verwenden aktuell eher Georgisch oder Russisch als die angestammte Sprache.
1999 ergab eine Studie von Samuel Ethan Fox, dass Bohtan-Neuaramäisch viele konservative Eigenschaften des Chaldäischen und des Assyrisch-Neuaramäischen beibehielt, die in den Standard-Dialekten etwa der Städte Alqosh und Urmia verschwanden, aber auch anderen Dialekten fremde Neuerungen zeigt.